# 윤기섭

1943년 5월 중경에서 열린 '재중 한인대회'에서. 사진 왼쪽이 우사 김규식. 그 옆에 안경을 쓴 사람이 윤기섭

윤기섭(尹琦燮, 1887년 ~ 1959년)은 대한민국의 독립운동가 겸 정치인이다.

## 생애
윤기섭은 1887년 4월 4일 경기도 파주시 파평면 마산리에서 윤기영(尹耆榮)의 차남으로 출생했다. 오음 윤두수의 셋째 아들 백사 윤훤의 후손이었다. 순명효황후의 친정은 윤훤의 형이었던 윤방의 후손이고, 윤치호, 윤보선 등은 윤훤의 둘째 형이었던 윤흔의 후손들로 먼 일가였다.
1908년(융희 2년) 안창호, 윤치호, 박중화, 최남선, 김좌진, 양기탁 등과 함께 청년학우회 조직에 참여하였고, 1909년(융희 3년) 중국 동삼성으로 망명하였다. 1911년 봄 신흥무관학교 학감이 되었다가 교장이 되어 독립군 병사 훈련을 지도하였다. 1912년 경학사(耕學社)의 후신으로 조직된 부민단(扶民團)에 가입하여 활동하였고, 1919년초 만주 서간도의 한족회 조직에 참여, 한족회 학무부장이 되었다.
1919년 4월 상해 임시정부의 요청으로 상하이로 건너갔다. 1920년 대한민국 임시정부 산하 육군 무관학교 교관에 선임되고, 1920년 6월 임시의정원 의원, 임시정부 국무원 군무차장, 1924년 2월 임시의정원 의장을 역임했다. 1926년 12월 임시정부 국무위원 군무부장을 지내고 1927년 3월 한국국민당에 가담하였다.
1932년 4월 대일전선통일동맹에 참여하고, 1935년 김규식, 지청천 등과 민족혁명당을 조직, 민족유일당 운동 전개에 참여했다. 이때 그는 한국혁명당 대표로 참가하였다. 1940년 임시정부에 다시 입각, 국무위원이 되고, 1943년 3월 임시정부 군무부 차장이 되었다.
1945년 11월 23일 임정 요인 2진으로 귀국하였으며 이후 우익 정치인으로 활동했다. 1946년 10월 과도입법의원에 출마, 당선었으며 12월 과도입법의원이 개원되자 과도입법의원 부의장이 되었다. 1948년 제1대 제헌국회에 출마하였으나 낙선하고, 1950년 5월 제2대 국회의원 총선거에 출마하여 당선되었다. 제2대 국회의원으로 재직 중 6.25 전쟁이 터져 납북되어, 1959년 파벌 숙청을 당하고 병사했다.

## 약력
경기도 파주시 파평면 마산리에서 태어났으며 보성중학교를 졸업하였다.
- 1919년 삼일운동에 참여하고 이후 중화민국에 망명하여 독립운동을 하였다.
- 1922년 한국독립당 당무위원 겸 기초행정자치위원.
- 1931년 한국독립당 당무위원 겸 행정연대위원.
- 1941년 한국독립당 당무위원 겸 행정연대위원 직위 퇴임하고 한국독립당 탈당.
- 1943년 중경임시정부 의정의원을 역임하고 조선민주혁명가 상무의원을 역임하였다.
- 1946년 2월에 귀국하였다.
- 1946년 12월 남조선과도입법의원 동부의장을 역임하였다.
- 1948년 3월 미 군정청 군정장관 딘 소장으로부터 5·10 총선거를 관리하기 위한 중앙선거위원회 위원에 임명되었다.
- 1950년 제2대 국회의원에 당선되어 활동하다가, 6월에 한국전쟁 중에 납북되었다.
- 1956년 7월 재북평화통일촉진협의회 집행위원 겸 상무위원을 역임하였다.
- 1959년 초, 중경파 숙청시 반혁명분자로 날조 구속되어 그 해 2월말에 병사하였다.[1]

그 외에도 신흥군관학교 교관, 민족자주연맹집행위원을 역임하였다.

## 역대 선거 결과
| 실시년도 | 선거   | 대수 | 직책     | 선거구           | 정당   | 득표수   | 득표율          | 순위 | 당락 | 비고 |
| -------- | ------ | ---- | -------- | ---------------- | ------ | -------- | --------------- | ---- | ---- | ---- |
| 1950년   | 총선   | 2대  | 국회의원 | 서울 서대문구 을 | 무소속 | 11,674표 | \| \| 36.65% \| | 1위  |      | 초선 |
|          | 36.65% |      |          |                  |        |          |                 |      |      |      |

## 같이 보기
- 민족자주연맹
- 조선민족혁명당
- 김규식
- 김성숙
- 여운형
- 여운홍
- 안재홍
- 장건상
- 조소앙
- 독립유공자로 대통령장을 수여받은 사람

## 참고 자료
- 윤기섭 - 대한민국헌정회
- 윤기섭 : 독립유공자 공훈록 - 국가보훈처
- 사단법인 6·25전쟁 납북인사 가족협의회